# В далёком сорок пятом… Встречи на Эльбе
«В далеком 45-м… Встречи на Эльбе» — российский фильм 2015 года по автобиографическому сценарию Петра Тодоровского, снятый как режиссёром и  продюсером его вдовой, Мирой Тодоровской, по словам которой, он, как и герой фильма, в 1945 году лейтенантом был комендантом немецкого городка:

Всё, что вы увидели, происходило с Петей в 45-м. Там, на Эльбе, он закончил войну. Всё это его воспоминания. Сценарий он написал лет 7-8 назад. Ему самому был 21 год, когда он стал комендантом, правда, другого городка.
Неоднократно критикой отмечалось, что фильм является как бы продолжением раннего фильма Тодоровского «Верность» — главного героя так же зовут Юрий Никитин, но если там 1944 год и он курсант пехотного училища, то в этом фильме — 1945 год и герой уже в звании лейтенанта.

## Сюжет
Весна 1945 года, конец Великой Отечественной войны. Лейтенант Юрий Никитин, несмотря на молодой возраст, назначен комендантом маленького немецкого городка на Эльбе. В основе сюжета две не самые обычные любовные истории: Юрия Никитина и немецкой девушки, которую он должен задержать как подозрительное лицо, а также роман капитана Красной армии Ивана Петренко и девушки Вэнеди, сержанта армии США.

## В ролях
- Илья Ильиных — Юрий Никитин, лейтенант
- Мария Павловская — Ханнелора
- Майкл Шиллер — Ганс Лемке
- Нил Кропалов — Николай Петренко
- Люцина Шерок — Вэнди
- Евгений Миронкин — Серёжа Иванов
- Евгений Серзин — Володя Добров, лейтенант
- Ирина Пегова — Галя Коршунова
- Илья Морозов — Аркадий Блогерман
- Адам Турчык — Джон
- Владимир Яковлев — Сизов, генерал
- Ян Александрович-Краско — Долгополов, полковник
- Эва Шикульска — фрау Ганиш
- Магдалена Беганьская — Эльза
- Рафал Сисицкий — сержант
- Анджей Клак — майор СМЕРШа
- Давид Прайс — американский генерал
- Джим Вильямс — Доусон, майор

## Критика
Фильм воспринят зрителями и критиками неоднозначно, но само по себе стремление вдовы Петра Тодоровского завершить работу, начатую её мужем, безусловно, достойно уважения.— Александр Нечаев, Российская газета, № 175 (6746), 10 августа 2015

В процессе просмотра я то и дело отгоняла мысль, что смотрю раритетное документальное кино. Кино игровое, и снято оно совсем недавно по сценарию покойного Петра Тодоровского его вдовой Мирой Тодоровской… Мне кажется, будто кино смонтировано из архивов Петра Ефимовича, из кадров, найденных на его монтажном столе…— киновед Елена Стишова, журнал «Искусство кино», № 5, 2015

## Фестивали и награды
- 2015 — Кинофестиваль «Окно в Европу» — Приз имени Станислава и Андрея Ростоцких — «За верность».
- 2016 — XIX Кинопремия «Ника» — за «Лучшую музыку к фильму».
- 2016 — I Уральский открытый фестиваль российского кино — показ в рамках «Специального события».